# Ampun Bang Jago
Ampun Bang Jago（意為「饒恕我吧，贏家」）是印尼北蘇拉威西比通的歌手Jonathan Dorongpangalo（藝名Tian Storm）與Everly Salikara（藝名Everslkr）演唱、嘲諷印尼政府的政治諷刺電子舞曲。此歌曲在網路上大為流行，在社交軟體抖音上被大量影片使用，為這兩位歌手繼「Anjing Kacili」（意為「小狗」）後第二首在抖音爆紅的歌曲。此歌曲被2020年印尼YouTube年度回顧收錄，2021年初被印尼反綜合性創造就業法案示威的抗爭者使用。
除印尼外，這首歌也漸流行於其他國家，2020年10月8日英格蘭西汉姆联足球俱乐部的抖音帳號發布了以這首歌為背景音樂的短片，截至10月13日已有120萬人次點閱，為該帳號點閱率最高的影片。2021年2月1日緬甸軍事政變爆發時，一名26歲的體操教師Khing Hnin Wai在首都奈比多的緬甸議會前錄製有氧舞蹈影片，隨後發布於Facebook，影片以Ampun Bang Jago為背景音樂，意外錄下了後方軍方車輛開進議會的畫面，Hnin Wai表示當時沒有注意到後方正發生政變，稱自己只是為體操比賽跳舞，否認此舉為政治諷刺。美國全國公共廣播電台（NPR）形容此影片為「超現實」 ，緬甸軍方的支持者則將影片視為侮辱。
因歌曲出乎意料地爆紅，兩位歌手在在粉絲請求下於2021年2月4日發布了重新混音並微調歌詞的Ampun Bang Jago 2，以汽笛聲取代歌曲開頭的Drop。